# Collet de Montcald
El Collet de Montcald és una collada de muntanya situada a 1.578,2 m alt en el límit dels termes comunals de Llo i de Sallagosa, tots dos de la comarca de l'Alta Cerdanya, a la Catalunya del Nord, a la dreta del Rec de Galamany. És en el terç septentrional del límit sud-oest de la comuna, al termenal amb Sallagosa. És al sud-est del Puig de Montcald, bastant allunyat.